# 达曼 (沙特阿拉伯)
達曼（ad-Dammām）位於沙烏地阿拉伯的東部省，是沙烏地阿拉伯石油工業的重要中心。
達曼是東部省最大的城市，達曼港也是波斯灣最大的海港之一。它的貨物進出口量僅次於沙特位於紅海海岸的吉達港。
达曼拥有一座建立于1999年的法赫德国王国际机场，机场位于市西20公里，有一条6车道公路连接。达曼的卫星城有现代经济中心胡拜尔、世界最大的石油公司沙特阿美所在地達兰以及渔业及农业中心卡提夫。
三座城市（达曼、寇巴尔和札哈兰）共有200万人口，其中750,000居住在主城达曼。
本地的体育场所是穆罕默德·賓·法赫德王子体育场。

## 交通
法赫德国王国际机场服務達曼及周圍城市。以機場占地面積而言其為全世界面積最大的機場。機場距離市區約20公里，並是納斯航空的樞紐之一。
位於波斯湾上的阿卜杜勒阿齊茲國王港是沙烏地阿拉伯第二大港，也是波斯灣的最大港口。
達曼有多條八線道公路通往周邊布蓋格、達蘭、胡富夫、朱拜勒、胡拜尔等城市，並有法赫德国王大桥通往鄰國巴林。
达曼是沙烏地大陸橋计划的东段终点，西端终点在吉达港。達曼火車站現有多班由沙烏地阿拉伯鐵路營運，往返達曼及利雅德的旅客列車，未來更將成為海灣鐵路的樞紐。

## 教育
達曼有許多學校，包括公立的小學、中學、學院及大學，以及私人運營的美國、英國、巴基斯坦、菲律宾、孟加拉等國的國際學校，教授不同種類的課程。
知名的高等教育機構包括：伊瑪目阿卜杜拉赫曼·賓·費薩爾大學（原達曼大學）、法赫德國王石油與礦業大學以及位於胡拜尔的穆罕默德·賓·法赫德親王大學等。